# Droga w lesie
Droga w lesie – obraz olejny (pejzaż) autorstwa polskiego malarza Józefa Chełmońskiego, ukończony w 1887 roku. Znajduje się w zbiorach Muzeum Narodowego w Krakowie.

## Historia
W 1887 roku Józef Chełmoński opuścił Paryż i osiedlił się w Kuklówce Zarzecznej na Mazowszu (zob. dworek Józefa Chełmońskiego). Decyzji o porzuceniu życia w wielkomiejskim środowisku towarzyszyła przemiana duchowa artysty, który ponownie zwrócił się ku ojczystemu krajobrazowi, odnajdując głęboką więź emocjonalną z naturą. W efekcie przeprowadzenia się na tereny wiejskie stały się powstałe liczne realistyczne pejzaże, przedstawiające motywy wiejskich terenów Mazowsza, poleskie oraz ukraińskie.
Następnie obraz był przechowywany przez małżeństwo Teodora i Zeneidy Duninów, którzy prowadzili własne zbiory dzieł sztuki. W 1909 roku małżeństwo podjęło decyzję o podarowaniu obrazów Muzeum Narodowemu w Krakowie, które następnie umieściło obraz wraz z kilkoma innymi dziełami Chełmońskiego w wystawie stałej w Galerii Sztuki Polskiej XIX wieku w Sukiennicach na Rynku Głównym, w sali poświęconej twórczości Józefa Chełmońskiego.
Między 10 stycznia 2015 a 20 czerwca 2016 obraz był eksponowany wraz z innymi dziełami Józefa Chełmońskiego na wystawie „Malarstwo polskie z kolekcji Muzeum Narodowego w Krakowie w Pałacu Prezydenckim” w Warszawie.
W 2023 roku obraz znalazł się, pomiędzy innymi zbiorami Muzeum Narodowego w Krakowie, wśród motywów, wykorzystanych w dodatku do gry Dixit: "Dixit MNK". 

## Opis
Obraz przedstawia leśną drogę, biegnącą od pierwszego planu w głąb. Wrażenie głębi potęguje delikatnie pofałdowana powierzchnia terenu. Jasny trakt kontrastuje z pionowymi liniami nagich pni drzew, których korony tworzą ciemnozielone plamy w górnej części dzieła. Po drodze ciągną się koleiny, pozostawione przez oddalające się chłopskie wozy. Realistyczny charakter kompozycji podkreśla prostota ujęcia. Artysta wykorzystał podobny układ w późniejszym dziele Dukt leśny, które zostało zagubione. Temat dróg zarówno wiejskich, jak i leśnych ścieżek  był często podejmowany przez polskich artystów związanych ze szkołą monachijską.
Płótno obrazu ma 59 cm wysokości, 81 cm szerokości, natomiast z masywną ramą ma wysokość 101 cm, długość 101 cm oraz głębokość wynoszącą 5  cm. W prawym dolnym rogu płótna znajduje się sygnatura: „Józef Chełmoński 1887”.